# Poisson rouge tête de lion

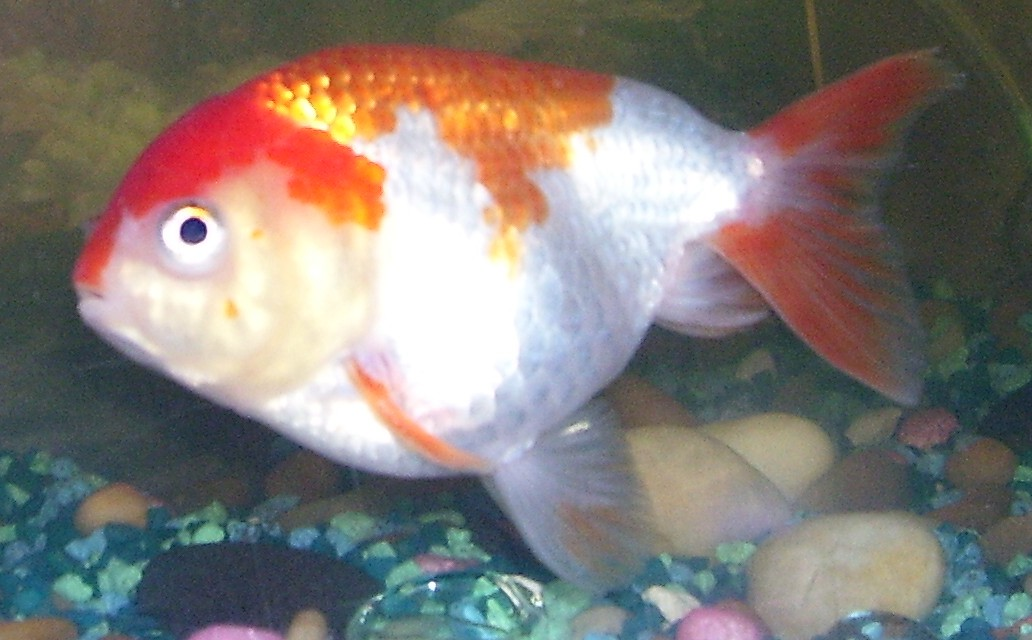
Poisson rouge tête de lion.

Le poisson rouge tête de lion est une variété de poisson rouge, qui n'a pas de nageoire dorsale et a une excroissance sur toute la tête, pouvant faire penser à une crinière de lion. Ce poisson est le précurseur[pas clair] du ranchu, une autre variété de poisson rouge.